# Jakab István (politikus, 1949)
Jakab István (Hajdúbagos, 1949. szeptember 17. –) magyar mezőgazdász, üzemmérnök,  politikus, országgyűlési képviselő, 2010. május 14-től a Magyar Országgyűlés alelnöke.

## Pályafutása

### Tanulmányai
Eredetileg a debreceni Tóth Árpád Gimnázium tanulója, de a Dienes László Szakközépiskola és Gimnáziumban érettségizett 1968-ban iskolai átszervezés miatt. 1969-ben felvették a szegedi Felsőfokú Mezőgazdasági Technikumba, itt 1972-ben kapott szaktechnikusi bizonyítványt. 

### Mezőgazdasági pályafutása
A diploma megszerzése után egy debreceni tsz-ben gyakornok, majd 1973-tól a Hajdú-Bihar Megyei Takarmányozási és Állattenyésztési Felügyelőségen főelőadó, később osztályvezető volt. 1984-ben átment egy szülőfalujában található tsz.-be (Sáránd-Hajdúbagos Szabadság Mgtsz.), ahol annak állattenyésztési fő ágazatvezetője lett. 1986-tól 1993-ig a ISV (később: ISV Rt.) szaktanácsadója, majd tenyésztési igazgatóhelyettese volt. 1993-ban a Csákvár Mezőgazdasági Rt. igazgatóságának elnökévé választották, mely posztot 1994-ig viselte.

### Közéleti pályafutása

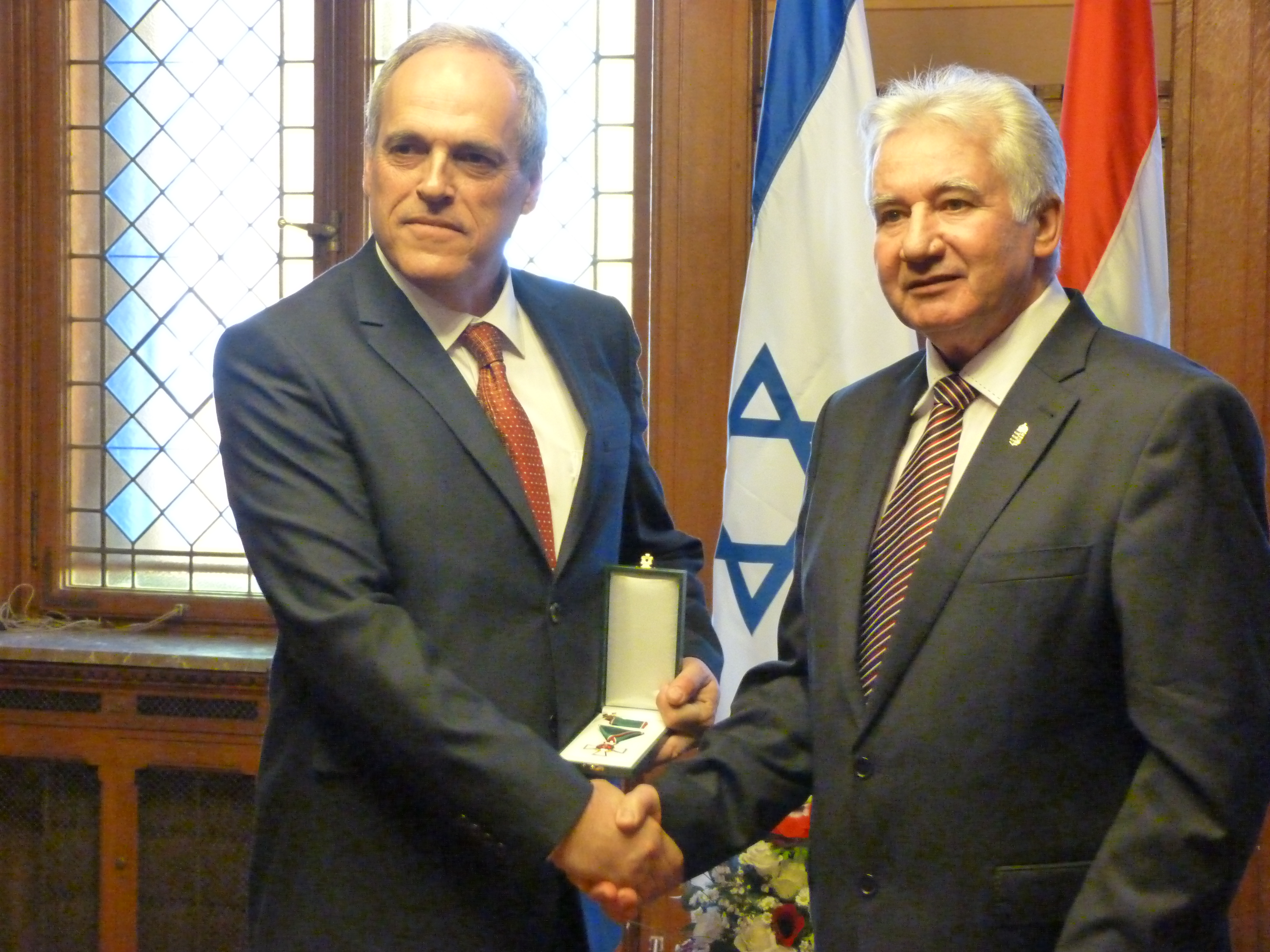
Jakab István és Ron Lustig

1988-ban alapító tagja volt a Magyar Demokrata Fórumnak, ahonnan 1995-ben lépett ki. 1994-ben a Magyar Gazdakörök és Gazdaszövetkezetek Országos Szövetsége (MAGOSZ) társelnökké választotta. Ugyanebben az évben a Magyar Agrárkamara alelnöki pozícióját is elfoglalta, amit 2001-ig viselt. 1996-ban az Országos Szövetkezeti Tanács elnökségének tagjává, majd 1999-ben a MAGOSZ egyedüli elnökévé választották meg.
A MAGOSZ a 2006-os országgyűlési választáson szövetséget kötött a Fidesszel, így annak Szabolcs-Szatmár-Bereg megyei listavezetőjeként szerzett mandátumot. A Fidesz-frakció helyettes vezetőjévé és a mezőgazdasági bizottság alelnökévé választották. 2010-ben ugyanonnan szerzett mandátumot. Az országgyűlésben 2006 és 2010 között a mezőgazdasági bizottság alelnöke volt, a 2010-es választásokat követően pedig rendes tagja lett.

## Családja
Nős, két felnőtt gyermek (egy lány, egy fiú) és egy kisfiú édesapja.